# Élections régionales de 2006 en Mecklembourg-Poméranie-Occidentale
Les élections régionales de 2006 en Mecklembourg-Poméranie-Occidentale (en allemand : Landtagswahl in Mecklenburg-Vorpommern 2006) se tiennent le 17 septembre 2006, afin d'élire les 71 députés de la 5e législature du Landtag pour un mandat de cinq ans.
Le scrutin est marqué par une nouvelle victoire du SPD du ministre-président Harald Ringstorff, qui reste de justesse le premier parti du Land. Ringstorff se maintient au pouvoir à la tête d'une « grande coalition ».

## Contexte
Aux élections régionales du 22 septembre 2002, le SPD du ministre-président Harald Ringstorff réalise le meilleur résultat pour un parti en Mecklembourg-Poméranie-Occidentale avec plus de 40 % des voix et 33 députés, à trois sièges de la majorité absolue.
Seuls la CDU et le PDS parviennent à intégrer le Landtag, confirmant le système politique tripartite installé en 1994. Avec 4,7 % des suffrages exprimés, le FDP manque de peu de retrouver une représentation parlementaire.
Ringstorff assure alors son maintien au pouvoir en confirmant la « coalition rouge-rouge » qui réunit le SPD et le PDS, qui réunit près des deux tiers des mandats.
Au cours du mandat, les députés décident d'augmenter d'un an la durée de la législature, qui passe donc à cinq ans à compter des élections de 2006.

## Mode de scrutin
Le Landtag est constitué de 71 députés (en allemand : Mitglied des Landtags, MdL), élus pour une législature de cinq ans au suffrage universel direct et suivant le scrutin proportionnel de Hare.
Chaque électeur dispose de deux voix : la première (en allemand : Wahlkreisstimme) lui permet de voter pour un candidat de sa circonscription selon les modalités du scrutin uninominal majoritaire à un tour, le Land comptant un total de 36 circonscriptions ; la seconde voix (en allemand : Landesstimme) lui permet de voter en faveur d'une liste de candidats présentée par un parti au niveau du Land.
Lors du dépouillement, l'intégralité des 71 sièges est répartie à la proportionnelle sur la base des secondes voix uniquement, à condition qu'un parti ait remporté 5 % des voix au niveau du Land ou un mandat uninominal. Si un parti a remporté des mandats au scrutin uninominal, ses sièges sont d'abord pourvus par ceux-ci.
Dans le cas où un parti obtient plus de mandats au scrutin uninominal que la proportionnelle ne lui en attribue, la taille du Landtag est augmentée afin de rétablir la proportionnalité.

## Campagne électorale

### Principaux partis et chefs de file
| Parti | Parti                                                                              | Chef de file                                    | Résultat de 2002           |
| ----- | ---------------------------------------------------------------------------------- | ----------------------------------------------- | -------------------------- |
|       | Parti social-démocrate d'Allemagne Sozialdemokratische Partei Deutschlands         | Harald Ringstorff (Ministre-président)          | 40,7 % des voix 33 députés |
|       | Union chrétienne-démocrate d'Allemagne Christlich Demokratische Union Deutschlands | Jürgen Seidel                                   | 31,4 % des voix 25 députés |
|       | Parti du socialisme démocratique Partei des Demokratischen Sozialismus             | Wolfgang Methling (Ministre de l'Environnement) | 16,4 % des voix 13 députés |

### Sondages
| Institut                | Date       | CDU  | SPD  | Grünen | FDP | PDS  | NPD |
| ----------------------- | ---------- | ---- | ---- | ------ | --- | ---- | --- |
| Institut                | Date       |      |      |        |     |      |     |
| Forschungsgruppe Wahlen | 08/09/2006 | 33 % | 29 % | 4 %    | 7 % | 18 % | 7 % |
| Emnid                   | 08/09/2006 | 31 % | 29 % | 3 %    | 7 % | 21 % | 7 % |
| Infratest dimap         | 07/09/2006 | 30 % | 31 % | 4 %    | 7 % | 20 % | 6 % |
| Infratest dimap         | 01/09/2006 | 31 % | 30 % | 4 %    | 6 % | 21 % | 6 % |
| Emnid                   | 25/08/2006 | 31 % | 28 % | 3 %    | 7 % | 23 % | 4 % |
| Infratest dimap         | 25/08/2006 | 30 % | 31 % | 3 %    | 6 % | 23 % | 4 % |
| Forsa                   | 23/08/2006 | 30 % | 28 % | 4 %    | 7 % | 24 % | 4 % |
| Emnid                   | 12/08/2006 | 31 % | 29 % | 4 %    | 7 % | 22 % | 3 % |
| Infratest dimap         | 03/08/2006 | 33 % | 29 % | 4 %    | 6 % | 22 % | 4 % |
| Emnid                   | 24/07/2006 | 33 % | 31 % | 4 %    | 7 % | 21 % | –   |
| Infratest dimap         | 12/07/2006 | 32 % | 31 % | 4 %    | 7 % | 21 % | –   |
| Emnid                   | 12/06/2006 | 31 % | 30 % | 4 %    | 7 % | 23 % | 4 % |
| Infratest               | 22/02/2006 | 29 % | 34 % | 4 %    | 5 % | 24 % | –   |
| Emnid                   | 10/09/2005 | 35 % | 26 % | 4 %    | 5 % | 25 % | –   |

## Résultats

### Voix et sièges
|                                   | Parti social-démocrate d'Allemagne (SPD)     | Parti social-démocrate d'Allemagne (SPD)     | 245 370   | 30,07 | 15        | 9             | 247 312 | 30,23 | 8  | 23 | 10            |  |  |  |  |  |
|                                   | Union chrétienne-démocrate d'Allemagne (CDU) | Union chrétienne-démocrate d'Allemagne (CDU) | 252 888   | 30,99 | 20        | 8             | 235 350 | 28,77 | 2  | 22 | 3             |  |  |  |  |  |
|                                   | Parti du socialisme démocratique (PDS)       | Parti du socialisme démocratique (PDS)       | 146 772   | 17,98 | 1         | 1             | 137 253 | 16,78 | 12 | 13 | en stagnation |  |  |  |  |  |
|                                   | Parti libéral-démocrate (FDP)                | Parti libéral-démocrate (FDP)                | 70 423    | 8,63  | 0         | en stagnation | 78 440  | 9,59  | 7  | 7  | 7             |  |  |  |  |  |
|                                   | Parti national-démocrate d'Allemagne (NPD)   | Parti national-démocrate d'Allemagne (NPD)   | 57 008    | 6,99  | 0         | en stagnation | 59 845  | 7,32  | 6  | 6  | 6             |  |  |  |  |  |
|                                   | Alliance 90 / Les Verts (Grünen)             | Alliance 90 / Les Verts (Grünen)             | 26 991    | 3,31  | 0         | en stagnation | 27 642  | 3,38  | 0  | 0  | en stagnation |  |  |  |  |  |
|                                   | Parti des familles d'Allemagne (FAMILIE)     | Parti des familles d'Allemagne (FAMILIE)     | 0         | 0,00  | 0         | Nv.           | 9 463   | 1,16  | 0  | 0  | Nv.           |  |  |  |  |  |
|                                   | Autres                                       | Autres                                       | 16 636    | 2,04  | 0         | en stagnation | 22 756  | 2,78  | 0  | 0  | en stagnation |  |  |  |  |  |
|                                   |                                              |                                              |           |       |           |               |         |       |    |    |               |  |  |  |  |  |
| Votes valides                     | Votes valides                                | Votes valides                                | 816 088   | 97,50 |           |               | 818 061 | 97,74 |    |    |               |  |  |  |  |  |
| Votes blancs et nuls              | Votes blancs et nuls                         | Votes blancs et nuls                         | 20 930    | 2,50  | 18 957    | 2,26          |         |       |    |    |               |  |  |  |  |  |
| Total                             | Total                                        | Total                                        | 837 018   | 100   | 36        | en stagnation | 837 018 | 100   | 35 | 71 | en stagnation |  |  |  |  |  |
| Abstentions                       | Abstentions                                  | Abstentions                                  | 578 303   | 40,86 |           |               | 578 303 | 40,86 |    |    |               |  |  |  |  |  |
| Nombre d'inscrits / participation | Nombre d'inscrits / participation            | Nombre d'inscrits / participation            | 1 415 321 | 59,14 | 1 415 321 | 59,14         |         |       |    |    |               |  |  |  |  |  |

### Analyse
Le découplage avec les élections fédérales, pour la première fois depuis 1990, conduit à une très forte chute de la participation, qui recule de 11 points. Subissant une perte de dix points et dix sièges, le SPD fait mentir les sondages et reste de justesse le premier parti de Mecklembourg-Poméranie-Occidentale. Il devance la CDU qui est elle aussi en repli mais plus modéré, alors que le PDS stagne après un fort recul quatre ans plus tôt. Le scrutin voit également le retour du FDP au Landtag après 12 ans d'absence en frôlant les 10 % des suffrages, ainsi que l'entrée de l'extrême droite au sein de l'assemblée avec la percée du NPD, qui franchit facilement le seuil des 5 %.

### Conséquences
Bien que la « coalition rouge-rouge » sortante bénéficie de l'exacte majorité absolue, Ringstorff renonce à la reconduire pour une troisième législature et décide former une « grande coalition ». Le 7 novembre 2006, il est investi ministre-président avec 42 voix favorables, contre six à Udo Pastörs.